# Epizoanthus dysgnostus
Epizoanthus dysgnostus is een Zoanthideasoort uit de familie van de Epizoanthidae. De wetenschappelijke naam van de soort is voor het eerst geldig gepubliceerd in 1951 door Pax.